# رابینزدیل (مینه‌سوتا)
رابینزدیل (به انگلیسی: Robbinsdale) شهری در شهرستان هنپین ایالت مینه‌سوتا در کشور ایالات متحده آمریکا است که جمعیت آن در سرشماری سال ۲۰۱۰ میلادی، ۱۳۹۵۳ نفر بوده‌است.